# Liste des épisodes des Rois du Texas

Cette page recense les épisodes de la série télévisée américaine Les Rois du Texas (ou Henri pis sa gang au Québec), avec leurs dates de diffusion, puis leurs titres français, québécois et original.

En France, les saisons une à quatre ont été diffusées en Version originale sous-titrée sur la chaîne Série Club de 1998 à 2001.
Sur NRJ12, La série est diffusée en Français de France. Seulement les trois premières saisons furent doublées et diffusées.

Au Québec, elle a été diffusée jusqu'à la septième saison en Français québécois.
Le 4 août 2025, la saison 14 est disponible sur Disney+ en français de France.

## Première saison
| N° | 1re diffusion aux États-Unis | 1re diffusion en France | 1re diffusion au Québec | Titre original                  | Titre français                   | Titre québécois               | Code de production |
| -- | ---------------------------- | ----------------------- | ----------------------- | ------------------------------- | -------------------------------- | ----------------------------- | ------------------ |
| 01 | 12/01/1997                   | 10/11/2008              | 01/09/1998              | Pilot                           | Hank et Peggy                    | Une famille d’adoption        | 4E01               |
| 02 | 19/01/1997                   | 11/11/2008              | 08/09/1998              | Square Peg                      | Peggy, vieux jeu                 | L’éducation sexuelle de Bobby | 4E02               |
| 03 | 02/02/1997                   | 12/11/2008              | 15/09/1998              | The Order of the Straight Arrow | L'ordre de la flèche de feu      | L’ordre de la flèche de feu   | 4E03               |
| 04 | 09/02/1997                   | 13/11/2008              | 22/09/1998              | Hank’s Got the Willies          | Hank a les chocottes             | Henri admire Willie           | 4E05               |
| 05 | 16/02/1997                   | 14/11/2008              | 29/09/1998              | Luanne’s Saga                   | La saga de Luanne                | Les aventures du Joanne       | 4E04               |
| 06 | 23/02/1997                   | 17/11/2008              | 06/10/1998              | Hank’s Unmentionable Problem    | L'imprononçable problème de Hank | Un sujet tabou                | 4E07               |
| 07 | 02/03/1997                   | 18/11/2008              | 20/10/1998              | Westie Side Story               | Les nouveaux voisins             | Les nouveaux voisins          | 4E06               |
| 08 | 23/03/1997                   | 19/11/2008              | 27/10/1998              | Shins of the Father             | Les tibias du père               | Les tibias de grand-père      | 4E08               |
| 09 | 13/04/1997                   | 20/11/2008              | 03/11/1998              | Peggy the Boggle Champ          | Le championnat de Boogle         | Un trophée pour Paulette      | 4E09               |
| 10 | 27/04/1997                   | 21/11/2008              | 10/11/1998              | Keeping Up With Our Joneses     | Compétition entre voisins        | Une de trop                   | 4E10               |
| 11 | 04/05/1997                   | 24/11/2008              | 17/11/1998              | King of the Ant Hill            | Le roi des fourmis               | Les fourmis rouges            | 4E13               |
| 12 | 11/05/1997                   | 25/11/2008              | 24/11/1998              | Plastic White Female            | Une femme en plastique           | La femme Plastic              | 4E11               |

## Deuxième saison
| N° | 1re diffusion aux États-Unis | 1re diffusion en France | 1re diffusion au Québec | Titre original                            | Titre français                     | Titre québécois                | Code de production |
| -- | ---------------------------- | ----------------------- | ----------------------- | ----------------------------------------- | ---------------------------------- | ------------------------------ | ------------------ |
| 01 | 21/09/1997                   | 27/11/2008              | 01/12/1998              | How to Fire a Rifle Without Really Trying | L'appel du canon                   | Les champs de tir              | 5E01               |
| 02 | 28/09/1997                   | 28/11/2008              | 08/12/1998              | Texas City Twister                        | La tornade                         | Le parc à roulotte             | 5E02               |
| 03 | 19/10/1997                   | 01/12/2008              | 15/12/1998              | The Arrow Head                            | La pointe de la flèche             | La pointe de flèche            | 5E04               |
| 04 | 26/10/1997                   | 02/12/2008              | 22/12/1998              | Hilloween                                 | Hilloween                          | Hilloween                      | 5E06               |
| 05 | 02/11/1997                   | 03/12/2008              | 29/12/1998              | Jumpin' Crack Bass (It's a Gas, Gas, Gas) | Sceau à la perche                  | Le poisson gelé                | 5E03               |
| 06 | 09/11/1997                   | 04/12/2008              | Inconnue                | Husky Bobby                               | Bobby top modèle                   | Bobby boule                    | 5E05               |
| 07 | 16/11/1997                   | 05/12/2008              | Inconnue                | The Man Who Shot Cane Skretteberg         | Celui qui abattit Cane Skretteburg | La guerre-messieurs            | 5E07               |
| 08 | 23/11/1997                   | 22/03/2011              | Inconnue                | The Son That Got Away                     | Le fugueur                         | La caverne                     | 5E08               |
| 09 | 07/12/1997                   | 26/11/2008              | Inconnue                | The Company Man                           | L'employé modèle                   | L'employé dévoué               | 4E12               |
| 10 | 14/12/1997                   | 04/04/2011              | Inconnue                | Bobby Slam                                | Bobby explose                      | Bobby Boom                     | 5E10               |
| 11 | 21/12/1997                   | 06/03/2011              | Inconnue                | The Unbearable Blindness of Laying        | Un Noël d'enfer                    | Ferme tes jolis yeux - Noël    | 5E09               |
| 12 | 11/01/1998                   | 06/03/2011              | Inconnue                | Meet the Manger Babies                    | La crèche                          | Les petites bêtes de la crèche | 5E12               |
| 13 | 01/02/1998                   | 06/03/2011              | Inconnue                | Snow Job                                  | Neige en hiver                     | La tempête                     | 5E11               |
| 14 | 08/02/1998                   | 06/03/2011              | Inconnue                | I Remember Mono                           | La mononucléose                    | La St-Valentin                 | 5E13               |
| 15 | 15/02/1998                   | 07/03/2011              | Inconnue                | Three Days of the Kahndo                  | Les poires du Mexique              | Voyage au Mexique              | 5E15               |
| 16 | 22/02/1998                   | 07/03/2011              | Inconnue                | Traffic Jam                               | Le stage de conduite               | L'école de conduite            | 5E14               |
| 17 | 01/03/1998                   | 24/03/2011              | Inconnue                | Hank's Dirty Laundry                      | Hank règle ses comptes             | Le linge sale du général       | 5E16               |
| 18 | 15/03/1998                   | 07/03/2011              | Inconnue                | The Final Shinsult                        | La jambe de la discorde            | La jambe du général            | 5E17               |
| 19 | 19/04/1998                   | 07/03/2011              | Inconnue                | Leanne's Saga                             | Leanne sort de prison              | La saga de Réjeanne            | 5E18               |
| 20 | 26/04/1998                   | 07/03/2011              | Inconnue                | Junkie Business                           | Affaires de junkies                | Affaire de drogue              | 5E19               |
| 21 | 03/05/1998                   | 08/03/2011              | Inconnue                | Life in the Fast Lane, Bobby's Saga       | A fond de caisse                   | La course d'auto               | 5E21               |
| 22 | 10/05/1998                   | 08/03/2011              | Inconnue                | Peggy's Turtle Song                       | La chanson de Peggy                | La chanson de Paulette         | 5E22               |
| 23 | 17/05/1998                   | 09/03/2011              | Inconnue                | Propane Boom (Part 1)                     | L'explosion                        | Le boum du propane             | 5E23               |

## Troisième saison
| N° | 1re diffusion aux États-Unis | 1re diffusion en France | 1re diffusion au Québec | Titre original                           | Titre français Titre Disney+                                   | Titre québécois                | Code de production |
| -- | ---------------------------- | ----------------------- | ----------------------- | ---------------------------------------- | -------------------------------------------------------------- | ------------------------------ | ------------------ |
| 01 | 06/10/1998                   | 09/03/2011              | 21/09/1999              | Death of a Propane Salesman (Part 2)     | Mort d'un commis de propane L'explosion, 2e partie             | La mort d'un commis de propane | 5E24               |
| 02 | 13/10/1998                   | 09/03/2011              | 28/09/1999              | And They Call It Bobby Love              | Un amour de Bobby On l'appelait Bobby Love                     | Bobby aime Marie               | 3ABE01             |
| 03 | 20/10/1998                   | 09/03/2011              | 05/10/1999              | Peggy's Headache                         | Peggy à la migraine Paulette à mal à la tête                   | Paulette et sa migraine        | 5E20               |
| 04 | 27/10/1998                   | 10/03/2011              | 12/10/1999              | Pregnant Paws                            | La vengeance Pattes enceintes                                  | Chasseur de primes             | 3ABE02             |
| 05 | 03/11/1998                   | 10/03/2011              | 19/10/1999              | Next of Shin                             | Les bijoux de famille Coup dans les tibias                     | Parent proche                  | 3ABE05             |
| 06 | 10/11/1998                   | 10/03/2011              | 26/10/1999              | Peggy's Pageant Fever                    | La plus belle fille d'Arlen La fièvre de grossesse de Paulette | Le concours de Paulette        | 3ABE07             |
| 07 | 17/11/1998                   | 11/03/2011              | 02/11/1999              | Nine Pretty Darn Angry Men               | Dix hommes en colère Neuf hommes en colère                     | L'échange                      | 3ABE08             |
| 08 | 08/12/1998                   | 11/03/2011              | 09/11/1999              | Good Hill Hunting                        | Bobby devient un homme Bonne partie de chasse                  | Bonne chasse                   | 3ABE04             |
| 09 | 22/12/1998                   | 11/03/2011              | 23/11/1999              | Pretty, Pretty Dresses                   | Les jolies robes Jolies robes                                  | Jolie robe                     | 3ABE10             |
| 10 | 12/01/1999                   | 11/04/2011              | 30/11/1999              | A Fire Fighting We Will Go               | Les volontaires d'Arlen Allons éteindre l'incendie             | Feu, feu, joie de feu          | 3ABE11             |
| 11 | 19/01/1999                   | 11/04/2011              | 07/12/1999              | To Spank with Love                       | Qui aime bien châtie bien Fessée avec amour                    | Amour                          | 3ABE03             |
| 12 | 02/02/1999                   | 12/03/2011              | Inconnue                | Three Coaches and a Bobby                | Histoire de foot Trois entraîneurs et un bébé                  | Inconnu                        | 3ABE12             |
| 13 | 09/02/1999                   | 12/03/2011              | Inconnue                | De-Kahnstructing Henry                   | Henry dans tous ses états Henry déconstruit                    | Inconnu                        | 3ABE14             |
| 14 | 16/02/1999                   | 12/03/2011              | Inconnue                | The Wedding of Bobby Hill                | Le mariage de Bobby Hill                                       | Inconnu                        | 3ABE09             |
| 15 | 23/02/1999                   | 13/03/2011              | 01/02/2000              | Sleight of Hank                          | Magic Hank Une part de Hank                                    | Un tour de passe               | 3ABE15             |
| 16 | 02/03/1999                   | 13/03/2011              | Inconnue                | Jon Vitti Presents: 'Return to La Grunta | Le cadeau de Luanne Jon Vitti présente : "Retour à la Grunta"  | Retour à la grunta             | 3ABE06             |
| 17 | 16/03/1999                   | 13/03/2011              | Inconnue                | Escape from Party Island                 | L'ile des minatures Fuite de l'île de la fête                  | Maman et ses copines           | 3ABE16             |
| 18 | 30/03/1999                   | 13/03/2011              | Inconnue                | Love Hurts and So Does Art               | Le bal de la promo L'amour blesse, l'art aussi                 | L'amour fait mal               | 3ABE13             |
| 19 | 06/04/1999                   | 14/03/2011              | Inconnue                | Hank's Cowboy Movie                      | Western à Arlen Le film de cowboy de Hank                      | Hank le cowboy                 | 3ABE18             |
| 20 | 13/04/1999                   | 15/03/2011              | Inconnue                | Dog Dale Afternoon                       | Complot cubain Une après-midi de chien                         | Quelle journée                 | 3ABE17             |
| 21 | 20/04/1999                   | 15/03/2011              | Inconnue                | Revenge of the Lutefisk                  | La revanche de Lutefisk La revanche de lutefisk                | La revanche                    | 3ABE19             |
| 22 | 27/04/1999                   | 15/03/2011              | Inconnue                | Death and Texas                          | Peggy s'indigne La mort et le Texas                            | Mort à Ste-Irène               | 3ABE20             |
| 23 | 04/05/1999                   | 15/03/2011              | Inconnue                | Wings of the Dope                        | Les ailes du crétin Les ailes de la dope                       | L'enfer de la drogue           | 3ABE21             |
| 24 | 11/05/1999                   | 15/03/2011              | Inconnue                | Take Me out of the Ball Game             | La reine de la balle Emmène-moi au match                       | La partie                      | 3ABE22             |
| 25 | 18/05/1999                   | 15/03/2011              | Inconnue                | As Old as the Hills... (Part 1)          | Quand hill rime avec senile Vieux comme les Hill               | Vieux comme le monde [1/2]     | 3ABE23             |

## Quatrième saison
| N° | 1re diffusion aux États-Unis | 1re diffusion au Québec | Titre original                                            | Titre québécois                              | Titre Disney+                             | Code de production |
| -- | ---------------------------- | ----------------------- | --------------------------------------------------------- | -------------------------------------------- | ----------------------------------------- | ------------------ |
| 01 | 26/09/1999                   | Inconnue                | ...Peggy Hill: The Decline and Fall (Part 2)              | Grandeur et décadence de Paulette Hill [2/2] | Le déclin et la chute de Paulette Hill    | 3ABE24             |
| 02 | 03/10/1999                   | Inconnue                | Cotton's Plot                                             | Une Paulette et aucun gentleman              | Le plan de Cotton                         | 4ABE01             |
| 03 | 24/10/1999                   | Inconnue                | Bills Are Made to Be Broken                               | Dernier essai                                | Les lois sont faites pour être enfreintes | 4ABE02             |
| 04 | 31/10/1999                   | Inconnue                | Little Horrors of Shop                                    | La main qui porte l'outil                    | La petite boutique des horreurs           | 4ABE03             |
| 05 | 07/11/1999                   | Inconnue                | Aisle 8A                                                  | Femme d'aujourd'hui                          | Allée 8A                                  | 4ABE04             |
| 06 | 14/11/1999                   | Inconnue                | A Beer Can Named Desire                                   | Un concours, c'est trop dur                  | Une bière nommée désir                    | 4ABE05             |
| 07 | 21/11/1999                   | Inconnue                | The Hank's Giving Episode                                 | Avion de grâces                              | L'épisode de Hanks-giving                 | 4ABE08             |
| 08 | 28/11/1999                   | Inconnue                | Not in My Back-hoe                                        | Pas sous ma cour                             | Pas dans ma tranchée                      | 4ABE06             |
| 09 | 12/12/1999                   | Inconnue                | To Kill a Ladybird                                        | L'écume des lèvres                           | Dame Ladybird                             | 4ABE07             |
| 10 | 19/12/1999                   | Inconnue                | Hillennium                                                | Le bogue de Henri Hill                       | Hillenium                                 | 4ABE10             |
| 11 | 09/01/2000                   | Inconnue                | Old Glory                                                 | La bannière étoilée                          | Vielle gloire                             | 4ABE09             |
| 12 | 16/01/2000                   | Inconnue                | Rodeo Days                                                | Laissez pétez les clowns                     | Journées de rodéo                         | 4ABE11             |
| 13 | 06/02/2000                   | Inconnue                | Hanky Panky (Part 1)                                      | La dame de chez Strickland [1/2]             | Entourloupette                            | 4ABE13             |
| 14 | 13/02/2000                   | Inconnue                | High Anxiety (Part 2)                                     | La puff à l'oreille [2/2]                    | Haute anxiété                             | 4ABE14             |
| 15 | 20/02/2000                   | Inconnue                | Naked Ambition                                            | Puberté, je crie ton nom                     | Ambition nue                              | 4ABE12             |
| 16 | 27/02/2000                   | Inconnue                | Movin' on Up                                              | Ma cabane à Ste-Irène                        | Promotion                                 | 4ABE16             |
| 17 | 12/03/2000                   | Inconnue                | Bill of Sales                                             | Vente sous oppression                        | Acte de vente                             | 4ABE15             |
| 18 | 19/03/2000                   | Inconnue                | Won't You Pimai Neighbor?                                 | Ah si mon moine....                          | Tu veux bien être mon voisin ?            | 4ABE18             |
| 19 | 09/04/2000                   | Inconnue                | Hank's Bad Hair Day                                       | Un simple barbier                            | Sale coupe pour Hank                      | 4ABE19             |
| 20 | 16/04/2000                   | Inconnue                | Meet the Propaniacs                                       | Les Propaniaques                             | Les propaniaques                          | 4ABE17             |
| 21 | 30/04/2000                   | Inconnue                | Nancy's Boys                                              | Nancy et ses hommes                          | Les gars de Nancy                         | 4ABE20             |
| 22 | 07/05/2000                   | Inconnue                | Flush with Power                                          | Le travail à la chaine                       | La chasse d'eau puissante                 | 4ABE22             |
| 23 | 14/05/2000                   | Inconnue                | Transnational Amusements Presents: Peggy's Magic Sex Feet | Les pieds dans les plats de pate             | Les pieds sexy de Paulette                | 4ABE21             |
| 24 | 21/05/2000                   | Inconnue                | Peggy's Fan Fair                                          | Le cowboy fait le tour du droit d'auteur     | La foire de Paulette                      | 4ABE23             |

## Cinquième saison
| N° | 1re diffusion aux États-Unis | 1re diffusion au Québec | Titre original                            | Titre québécois                    | Code de production |
| -- | ---------------------------- | ----------------------- | ----------------------------------------- | ---------------------------------- | ------------------ |
| 01 | 01/10/2000                   | Inconnue                | The Perils of Polling                     | Problème d'élection                | 5ABE02             |
| 02 | 05/11/2000                   | Inconnue                | The Buck Stops Here                       | Un chip, un Buck                   | 5ABE01             |
| 03 | 12/11/2000                   | Inconnue                | I Don't Want to Wait...                   | Watatayoye                         | 4ABE24             |
| 04 | 19/11/2000                   | Inconnue                | Spin the Choice                           | La roue de l'infortune             | 5ABE05             |
| 05 | 26/11/2000                   | Inconnue                | Peggy Makes the Big Leagues               | Éducation très secondaire          | 5ABE04             |
| 06 | 03/12/2000                   | Inconnue                | When Cotton Comes Marching Home           | La roue de l'infortune             | 5ABE03             |
| 07 | 10/11/2000                   | Inconnue                | What Makes Bobby Run?                     | Le jour de la mascotte             | 5ABE07             |
| 08 | 17/12/2000                   | Inconnue                | Twas the Nut Before Christmas             | Boule de Noël                      | 5ABE08             |
| 09 | 21/01/2001                   | Inconnue                | Chasing Bobby                             | Le déclin du camion Américain      | 5ABE10             |
| 10 | 04/02/2001                   | Inconnue                | Yankee Hankee                             | L'invasion de la baie des gnochons | 5ABE06             |
| 11 | 11/02/2001                   | Inconnue                | Hank and the Great Glass Elevator         | L'ascenseur pour les foufounes     | 5ABE12             |
| 12 | 18/02/2001                   | Inconnue                | Now Who's the Dummy?                      | On est pas faits en bois           | 5ABE14             |
| 13 | 25/02/2001                   | Inconnue                | Ho Yeah!                                  | Ste-Gaby de la main                | 5ABE15             |
| 14 | 04/03/2001                   | Inconnue                | The Exterminator                          | L'ex-terminateur                   | 5ABE09             |
| 15 | 11/03/2001                   | Inconnue                | Luanne Virgin 2.0                         | Deuxième essai et une vierge       | 5ABE16             |
| 16 | 01/04/2001                   | Inconnue                | Hank's Choice                             | As-tu sorti Bobby?                 | 5ABE11             |
| 17 | 08/04/2001                   | Inconnue                | It's Not Easy Being Green                 | Plan de carrière                   | 5ABE18             |
| 18 | 22/04/2001                   | Inconnue                | The Trouble with Gribbles                 | Manitoba ne répond plus            | 5ABE19             |
| 19 | 06/05/2001                   | Inconnue                | Hank's Back Story                         | Revenir de l'arrière               | 5ABE17             |
| 20 | 13/05/2001                   | Inconnue                | Kidney Boy and Hamster Girl: A Love Story | Le rein, la queue et les pépins    | 5ABE22             |

## Sixième saison
| N° | 1re diffusion aux États-Unis | 1re diffusion au Québec | Titre original                            | Titre québécois                  | Code de production |
| -- | ---------------------------- | ----------------------- | ----------------------------------------- | -------------------------------- | ------------------ |
| 01 | 11/11/2001                   | Inconnue                | Bobby Goes Nuts                           | Bobby devient fou                | 5ABE24             |
| 02 | 09/12/2001                   | Inconnue                | Soldier of Misfortune                     | Soldat de l'infortune            | 6ABE02             |
| 03 | 12/12/2001                   | Inconnue                | Lupe's Revenge                            | La revanche de l'espagnol        | 5ABE13             |
| 04 | 16/12/2001                   | Inconnue                | The Father, the Son, and J.C.             | Au nom du père, du fils et de JC | 6ABE04             |
| 05 | 06/01/2002                   | Inconnue                | Father of the Bribe                       | Le père de la mariée             | 6ABE06             |
| 06 | 10/02/2002                   | Inconnue                | I'm with Cupid                            | Quand un lardon fait le cupidon  | 6ABE09             |
| 07 | 17/02/2002                   | Inconnue                | Torch Song Hillogy                        | La torche olympique              | 6ABE12             |
| 08 | 24/02/2002                   | Inconnue                | Joust Like a Woman                        | La révolte de Paulette           | 6ABE03             |
| 09 | 24/02/2002                   | Inconnue                | The Bluegrass Is Always Greener           | Inconnu                          | 6ABE14             |
| 10 | 03/03/2002                   | Inconnue                | The Substitute Spanish Prisoner           | Docteur Paulette                 | 5ABE21             |
| 11 | 10/03/2002                   | Inconnue                | Unfortunate Son                           | Pauvre fils                      | 5ABE20             |
| 12 | 17/03/2002                   | Inconnue                | Are You There God? It's Me, Margaret Hill | Sœur Paulette                    | 6ABE07             |
| 13 | 31/03/2002                   | Inconnue                | Tankin' It to the Streets                 | Inconnu                          | 6ABE10             |
| 14 | 07/04/2002                   | Inconnue                | Of Mice and Little Green Men              | Inconnu                          | 6ABE08             |
| 15 | 14/04/2002                   | Inconnue                | A Man Without a Country Club              | Inconnu                          | 6ABE11             |
| 16 | 14/04/2002                   | Inconnue                | Beer and Loathing                         | Inconnu                          | 6ABE13             |
| 17 | 21/04/2002                   | Inconnue                | Fun with Jane and Jane                    | Inconnu                          | 6ABE15             |
| 18 | 28/04/2002                   | Inconnue                | My Own Private Rodeo                      | Inconnu                          | 6ABE16             |
| 19 | 05/05/2002                   | Inconnue                | Sug Night                                 | Inconnu                          | 6ABE05             |
| 20 | 05/05/2002                   | Inconnue                | Dang Ol' Love                             | Inconnu                          | 6ABE17             |
| 21 | 12/05/2002                   | Inconnue                | Returning Japanese (Part 1)               | Inconnu                          | 6ABE20             |
| 22 | 12/05/2002                   | Inconnue                | Returning Japanese (Part 2)               | Inconnu                          | 6ABE21             |

## Septième saison
| N° | 1re diffusion aux États-Unis | 1re diffusion au Québec | Titre original                         | Titre québécois                      | Code de production |
| -- | ---------------------------- | ----------------------- | -------------------------------------- | ------------------------------------ | ------------------ |
| 01 | 03/11/2002                   | Inconnue                | Get Your Freak Off                     | Danse-lessive                        | 7ABE01             |
| 02 | 10/11/2002                   | Inconnue                | The Fat and the Furious                | Mon steamé collègue                  | 7ABE03             |
| 03 | 17/11/2002                   | Inconnue                | Bad Girls, Bad Girls, Whatcha Gonna Do | Bonne copine, bad copine             | 6ABE19             |
| 04 | 24/11/2002                   | Inconnue                | Goodbye Normal Jeans                   | L’arène du foyer                     | 6ABE01             |
| 05 | 01/12/2002                   | Inconnue                | Dances with Dogs                       | Il danse avec les chiens             | 7ABE02             |
| 06 | 08/12/2002                   | Inconnue                | The Son Also Roses                     | Donnez-lui des roses                 | 6ABE22             |
| 07 | 15/12/2002                   | Inconnue                | The Texas Skillsaw Massacre            | Les crétins de la colère             | 6ABE18             |
| 08 | 05/01/2003                   | Inconnue                | Full Metal Dust Jacket                 | Quand j’entends le mot culture       | 7ABE04             |
| 09 | 12/01/2003                   | Inconnue                | Pigmalion                              | La loi du cochon                     | 7ABE05             |
| 10 | 12/01/2003                   | Inconnue                | Megalo Dale                            | Un musicien parmi tant d’autres      | 7ABE07             |
| 11 | 02/02/2003                   | Inconnue                | Boxing Luanne                          | Le steakette                         | 7ABE07             |
| 12 | 09/02/2003                   | Inconnue                | Vision Quest                           | Tels pairs, tel fils                 | 7ABE09             |
| 13 | 16/02/2003                   | Inconnue                | Queasy Rider                           | Rock-détente pour un gars d’bicycle  | 7ABE10             |
| 14 | 02/03/2003                   | Inconnue                | Board Games                            | Déprime à l’urne                     | 7ABE08             |
| 15 | 09/03/2003                   | Inconnue                | An Officer and a Gentle Boy            | Un officier et un gentil jeune homme | 7ABE06             |
| 16 | 16/03/2003                   | Inconnue                | The Miseducation of Bobby Hill         | Splendeurs et misère du barbecue     | 7ABE11             |
| 17 | 30/03/2003                   | Inconnue                | The Good Buck                          | La bible pour les nuls               | 7ABE13             |
| 18 | 13/04/2003                   | Inconnue                | I Never Promised You an Organic Garden | La tête sur le bio                   | 7ABE14             |
| 19 | 22/04/2003                   | Inconnue                | Be True to Your Fool                   | Tout tatoué                          | 7ABE12             |
| 20 | 04/05/2003                   | Inconnue                | Racist Dawg                            | Le travail au noir                   | 7ABE17             |
| 21 | 11/05/2003                   | Inconnue                | Night and Deity                        | Ma nuit chez Dieu                    | 7ABE16             |
| 22 | 18/05/2003                   | Inconnue                | Maid in Arlen                          | Un homme à la mère                   | 7ABE18             |
| 23 | 18/05/2003                   | Inconnue                | The Witches of East Arlen              | Le baratin des magiciens             | 7ABE20             |

## Huitième saison
| N° | 1re diffusion aux États-Unis | Titre original                                     | Code de production |
| -- | ---------------------------- | -------------------------------------------------- | ------------------ |
| 01 | 02/11/2003                   | Patch Boomhauer                                    | 8ABE01             |
| 02 | 09/11/2003                   | Reborn to Be Wild                                  | 8ABE02             |
| 03 | 16/11/2003                   | New Cowboy on the Block                            | 7ABE15             |
| 04 | 23/11/2003                   | The Incredible Hank                                | 8ABE04             |
| 05 | 30/11/2003                   | Flirting with the Master                           | 7ABE22             |
| 06 | 07/12/2003                   | After the Mold Rush                                | 7ABE19             |
| 07 | 14/12/2003                   | Livin' on Reds, Vitamin C and Propane              | 8ABE05             |
| 08 | 04/01/2004                   | Rich Hank, Poor Hank                               | 7ABE21             |
| 09 | 25/01/2004                   | Ceci N'Est Pas Une King of the Hill                | 8ABE03             |
| 10 | 08/02/2004                   | That's What She Said                               | 8ABE06             |
| 11 | 15/02/2004                   | My Hair Lady                                       | 8ABE09             |
| 12 | 22/02/2004                   | Phish and Wild Life                                | 8ABE10             |
| 13 | 07/03/2004                   | Cheer Factor                                       | 8ABE07             |
| 14 | 14/03/2004                   | Dale Be Not Proud                                  | 8ABE11             |
| 15 | 21/03/2004                   | Après Hank, le Deluge                              | 8ABE08             |
| 16 | 28/03/2004                   | DaleTech                                           | 8ABE12             |
| 17 | 18/04/2004                   | How I Learned to Stop Worrying and Love the Alamo  | 8ABE14             |
| 18 | 25/04/2004                   | Girl, You'll Be a Giant Soon                       | 8ABE16             |
| 19 | 02/05/2004                   | Stressed for Success                               | 8ABE13             |
| 20 | 09/05/2004                   | Hank's Back The Unbearable Lightness of Being Hank | 8ABE15             |
| 21 | 16/05/2004                   | The Redneck on Rainey Street                       | 8ABE17             |
| 22 | 23/05/2003                   | Talking Shop                                       | 8ABE20             |

## Neuvième saison
| N° | 1re diffusion aux États-Unis | Titre original                            | Code de production |
| -- | ---------------------------- | ----------------------------------------- | ------------------ |
| 01 | 07/11/2004                   | A Rover Runs Through It                   | 8ABE22             |
| 02 | 19/12/2004                   | Ms. Wakefield                             | 9ABE05             |
| 03 | 16/01/2005                   | Death Buys a Timeshare                    | 8ABE18             |
| 04 | 23/01/2005                   | Yard, She Blows!                          | 8ABE19             |
| 05 | 30/01/2005                   | Dale to the Chief                         | 9ABE02             |
| 06 | 13/02/2005                   | The Petriot Act                           | 9ABE06             |
| 07 | 20/02/2005                   | Enrique-cilable Differences               | 9ABE12             |
| 08 | 06/03/2005                   | Mutual of Omabwah                         | 9ABE03             |
| 09 | 13/03/2005                   | Care-Takin' Care of Business              | 9ABE01             |
| 10 | 27/03/2005                   | Arlen City Bomber                         | 9ABE07             |
| 11 | 10/04/2005                   | Redcorn Gambles with His Future           | 9ABE09             |
| 12 | 17/04/2005                   | Smoking and the Bandit                    | 9ABE10             |
| 13 | 01/05/2005                   | Gone with the Windstorm                   | 9ABE08             |
| 14 | 08/05/2005                   | Bobby on Track                            | 9ABE13             |
| 15 | 15/05/2005                   | It Ain't Over 'til the Fat Neighbor Sings | 9ABE19             |

## Dixième saison
| N° | 1re diffusion aux États-Unis | Titre original                          | Code de production |
| -- | ---------------------------- | --------------------------------------- | ------------------ |
| 01 | 18/09/2005                   | Hank's on Board                         | 9ABE14             |
| 02 | 25/09/2005                   | Bystand Me                              | 8ABE21             |
| 03 | 06/11/2005                   | Bill's House                            | 9ABE15             |
| 04 | 20/11/2005                   | Harlottown                              | 9ABE04             |
| 05 | 04/12/2005                   | Portrait of the Artist as a Young Clown | 9ABE16             |
| 06 | 11/12/2005                   | Orange You Sad I Did Say Banana?        | 9ABE11             |
| 07 | 29/01/2006                   | You Gotta Believe (in Moderation)       | 9ABE17             |
| 08 | 19/03/2006                   | Business Is Picking Up                  | 9ABE18             |
| 09 | 26/03/2006                   | The Year of Washing Dangerously         | 9ABE20             |
| 10 | 02/04/2006                   | Hank Fixes Everything                   | 9ABE21             |
| 11 | 09/04/2006                   | Church Hopping                          | 9ABE22             |
| 12 | 23/04/2006                   | 24 Hour Propane People                  | AABE01             |
| 13 | 30/04/2006                   | The Texas Panhandler                    | AABE02             |
| 14 | 07/05/2006                   | Hank's Bully                            | AABE03             |
| 15 | 14/05/2006                   | Edu-macating Lucky                      | AABE04             |

## Onzième saison
| N° | 1re diffusion aux États-Unis | Titre original                  | Code de production |
| -- | ---------------------------- | ------------------------------- | ------------------ |
| 01 | 28/01/2007                   | The Peggy Horror Picture Show   | BABE02             |
| 02 | 11/02/2007                   | serPUNt                         | BABE01             |
| 03 | 18/02/2007                   | Blood and Sauce                 | BABE03             |
| 04 | 25/03/2007                   | Luanne Gets Lucky               | BABE04             |
| 05 | 01/04/2007                   | Hank Gets Dusted                | BABE05             |
| 06 | 22/04/2007                   | Glen Peggy Glen Ross            | BABE06             |
| 07 | 29/04/2007                   | The Passion of Dauterive        | BABE07             |
| 08 | 29/04/2007                   | Grand Theft Arlen               | BABE08             |
| 09 | 06/05/2007                   | Peggy's Gone to Pots            | BABE09             |
| 10 | 13/05/2007                   | Hair Today, Gone Tomorrow       | BABE10             |
| 11 | 20/05/2007                   | Bill, Bulk and the Body Buddies | BABE11             |
| 12 | 20/05/2007                   | Lucky's Wedding Suit            | AABE05             |

## Douzième saison
| N° | 1re diffusion aux États-Unis | Titre original                                               | Code de production |
| -- | ---------------------------- | ------------------------------------------------------------ | ------------------ |
| 01 | 23/09/2007                   | Suite Smells of Excess                                       | BABE13             |
| 02 | 30/09/2007                   | Bobby Rae                                                    | BABE12             |
| 03 | 07/10/2007                   | The Powder Puff Boys                                         | BABE16             |
| 04 | 14/10/2007                   | Four Wave Intersection                                       | BABE15             |
| 05 | 11/11/2007                   | Death Picks Cotton                                           | BABE14             |
| 06 | 18/11/2007                   | Raise the Steaks                                             | BABE17             |
| 07 | 25/11/2007                   | Tears of an Inflatable Clown                                 | BABE19             |
| 08 | 09/12/2007                   | The Minh Who Knew Too Much                                   | BABE18             |
| 09 | 16/12/2007                   | Dream Weaver                                                 | BABE20             |
| 10 | 06/01/2008                   | Doggone Crazy                                                | CABE01             |
| 11 | 10/02/2008                   | Trans-Fascism                                                | CABE02             |
| 12 | 17/02/2008                   | Three Men and a Bastard The Untitled Blake McCormick Project | CABE03             |
| 13 | 02/03/2008                   | The Accidental Terrorist                                     | CABE04             |
| 14 | 09/03/2008                   | Lady and Gentrification                                      | CABE05             |
| 15 | 16/03/2008                   | Behind Closed Doors                                          | CABE06             |
| 16 | 30/03/2008                   | Pour Some Sugar on Kahn                                      | CABE07             |
| 17 | 06/04/2008                   | Six Characters in Search of a House                          | CABE08             |
| 18 | 13/04/2008                   | The Courtship of Joseph's Father                             | CABE09             |
| 19 | 27/04/2008                   | Strangeness on a Train                                       | CABE10             |
| 20 | 04/05/2008                   | Cops and Robert                                              | CABE11             |
| 21 | 11/05/2008                   | It Came from the Garage                                      | CABE12             |
| 22 | 18/05/2008                   | Life: A Loser's Manual                                       | CABE13             |

## Treizième saison
| N° | 1re diffusion aux États-Unis | Titre original | Code de production |
| -- | ---------------------------- | --- | ------------------ |
| 01 | 28/09/2008                   | Dia-BILL-ic Shock | CABE16             |
| 02 | 05/10/2008                   | Earthy Girls Are Easy                                                                                                  | CABE17             |
| 03 | 19/10/2008                   | Square-Footed Monster                                                                                                  | CABE18             |
| 04 | 02/11/2008                   | Lost in MySpace | CABE14             |
| 05 | 09/11/2008                   | No Bobby Left Behind                                                                                                   | CABE15             |
| 06 | 16/11/2008                   | A Bill Full of Dollars                                                                                                 | CABE19             |
| 07 | 30/11/2008                   | Straight as an Arrow                                                                                                   | CABE20             |
| 08 | 08/02/2009                   | Lucky See, Monkey Do                                                                                                   | DABE01             |
| 09 | 15/02/2009                   | What Happens at the National Propane Gas Convention in Memphis Stays at the National Propane Gas Convention in Memphis | DABE02             |
| 10 | 01/03/2009                   | Master of Puppets | DABE03             |
| 11 | 08/03/2009                   | Bwah My Nose | DABE04             |
| 12 | 15/03/2009                   | Uncool Customer | DABE05             |
| 13 | 22/03/2009                   | Nancy Does Dallas | DABE06             |
| 14 | 19/04/2009                   | Born Again on the Fourth of July                                                                                       | DABE07             |
| 15 | 26/04/2009                   | Serves Me Right for Giving General George S. Patton the Bathroom Key                                                   | DABE08             |
| 16 | 30/03/2008                   | Bad News Bill | DABE10             |
| 17 | 03/05/2009                   | Manger Baby Einstein                                                                                                   | DABE09             |
| 18 | 10/05/2009                   | Uh-oh, Canada | DABE11             |
| 19 | 13/09/2009                   | The Boy Can't Help It                                                                                                  | DABE12             |
| 20 | 03/05/2010                   | The Honeymooners | DABE13             |
| 21 | 04/05/2010                   | Bill Gathers Moss | DABE14             |
| 22 | 05/05/2010                   | When Joseph Met Lori, and Made Out with Her in the Janitor's Closet                                                    | DABE15             |
| 23 | 06/05/2010                   | Just Another Manic Kahn-Day                                                                                            | DABE16             |
| 24 | 13/09/2009                   | To Sirloin with Love                                                                                                   | DABE17             |

## Quatorzième saison
| N° | 1re diffusion dans le monde | Titre original              | Titre français                       | Code de production |
| -- | --------------------------- | --------------------------- | ------------------------------------ | ------------------ |
| 01 | 04/08/2025                  | Return of the King          | Le retour du roi                     | EABE01             |
| 02 | 04/08/2025                  | The Beer Story              | La bière de la discorde              | EABE02             |
| 03 | 04/08/2025                  | Bobby Gets Grilled          | Bobby est sur le grille              | EABE07             |
| 04 | 04/08/2025                  | Chore Money, Chore Problems | Un bricoleur peut en cacher un autre | EABE03             |
| 05 | 04/08/2025                  | New Ref in Town             | Un nouvel arbitre en ville           | EABE04             |
| 06 | 04/08/2025                  | Peggy's Fadeout             | Rat-pose en paix                     | EABE05             |
| 07 | 04/08/2025                  | Any Given Hill-Day          | La boîte à livres de Peggy           | EABE06             |
| 08 | 04/08/2025                  | Kahn-scious Uncoupling      | Mariage Kahn-onique                  | EABE09             |
| 09 | 04/08/2025                  | No Hank Left Behind         | On n'abandonne pas un Hank           | EABE08             |
| 10 | 04/08/2025                  | A Sounder Investment        | Les affaires, c'est les affaires     | EABE10             |